# Fissidens gymnogynus
Fissidens gymnogynus är en bladmossart som beskrevs av Bescherelle 1898. Fissidens gymnogynus ingår i släktet fickmossor, och familjen Fissidentaceae. Inga underarter finns listade i Catalogue of Life.